# Margaretha Wulfraet
Margaretha Wulfraet (Arnhem, 19 februari 1678 – aldaar, januari 1760) was een Nederlandse schilderes van portretten en historieschilderijen. Ze woonde en werkte in Arnhem en Amsterdam.

## Biografie
Volgens tijdgenoot Jan van Gool is ze geboren op 19 februari 1678. Van haar doop is bekend dat deze een dag later gebeurde in de Grote Kerk. Zij leerde het vak van haar vader, Mathijs Wulfraet, die eveneens kunstschilder was.
Rond vijf jaar na haar geboorte vertrok het gezin naar Amsterdam. Uit akten is bekend dat haar vader hier ook schilderijen van haar hand heeft verkocht, die hij soms onder zijn eigen naam aanbood. In zijn lijn schilderde ook zij portretten en historieschilderijen. Ook zijn er genrevoorstellingen en landschappen van haar bekend. Als materiaal gebruikte ze olieverf.
Er zijn schilderijen van haar bekend die in de loop van de eeuwen zoekgeraakt zijn: zoals voorstellingen van haar hand van o.a. Cleopatra, Semiramis en enkele jachtnimfen, die medio 18e eeuw in het bezit waren van de Amsterdams-Utrechtse uitgever Gerard Wetstein. Ook had hij een zelfportret van haar in  bezit, waarvan nu alleen nog een gravure van Jacob Houbraken bekend is. Die gravure nam Van Gool op in zijn biografische werk De nieuwe schouburg der Nederlandsche kunstschilders en schilderessen. Ook is werk zoekgeraakt dat Wulfraet heeft geschilderd voor de zus en zwager van Wetstein, Margaretha en Abraham Scheurleer. 
Enkele jaren na haar zestigste verjaardag, keerde ze terug naar haar geboorteplaats Arnhem om daar haar oude dag door te brengen. Of zoals Van Gool dit omschreef: "'... om het overschot van haar levensdagen ... in stille Godvrucht door te brengen, en op die voet een zalig sterfuur af te wachten."
Wulfraet is niet getrouwd geweest. Ze overleed begin 1760 op 81-jarige leeftijd en werd begraven op 26 januari. Terwijl er tegenwoordig maar een beperkt aantal schilderijen van haar bekend is, trof men direct na haar overlijden zestig schilderijen aan die grotendeels aan haar werden toegeschreven.

## Galerij
| Vrouw met hond en Jongen met fluit in een parklandschap |
| Vrouw met hond en Jongen met fluit in een parklandschap |

- Biografisch Portaal: 81891120
- RKD-Nederlands Instituut voor Kunstgeschiedenis: 85763
- Union List of Artist Names: 500030738
- Virtual International Authority File: 95871137